# 新所原駅
新所原駅（しんじょはらえき）は、静岡県湖西市新所原三丁目に所在する、東海旅客鉄道（JR東海）東海道本線および天竜浜名湖鉄道天竜浜名湖線の駅である。JR東海の駅番号はCA40。
JR東海の運行形態の詳細は「東海道線 (静岡地区)」を参照。

## 概要
静岡県最西端の駅である。JR東海管内の東海道本線の起点、かつ静岡県最東端の駅である熱海駅までの営業キロは177.8kmに及ぶ。
JR東海の境界駅にあたり、当駅以東浜松方面は静岡支社の管轄となり、上り場内信号機から豊橋方面が東海鉄道事業本部直轄エリアとなる。
天竜浜名湖線の前身は日本国有鉄道（国鉄）二俣線で、1987年3月14日までの間、二俣線の一部列車（末期はキハ20形気動車）が豊橋駅まで直通運転を行っていた。
構内に静岡県と愛知県の境があり、以前はホームに「県境の駅」と記された看板があった。県境はホーム西端よりさらに豊橋側を横切っている。

## 歴史
- 1936年（昭和11年）

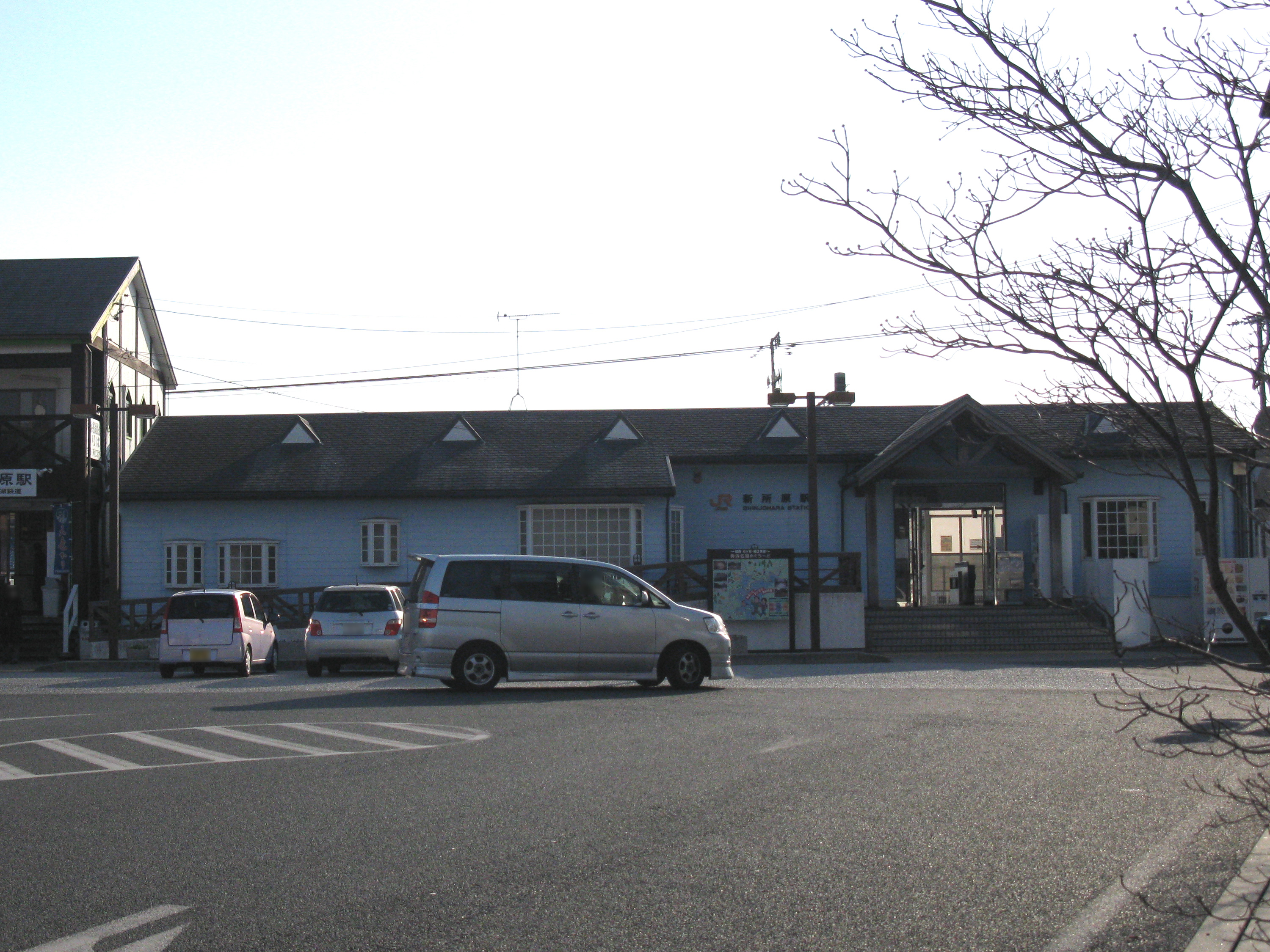
橋上化前の駅舎（2011年1月）

  - 2月13日：東海道本線の鷲津 - 二川間に新所原仮信号場開設[1]。
  - 12月1日：二俣西線が新所原 - 三ヶ日で開通すると同時に駅に昇格、新所原駅開業[2]。一般駅。
- 1940年（昭和15年）6月1日：線路名称改定。二俣西線が二俣線の一部となる。
- 1971年（昭和46年）4月26日：貨物の取扱を廃止[1]。
- 1984年（昭和59年）2月1日：荷物の取扱を廃止[1]。
- 1987年（昭和62年）
  - 3月15日：二俣線が第三セクター化、天竜浜名湖鉄道に転換[2]。
  - 4月1日：国鉄分割民営化に伴い、国鉄の駅は東海旅客鉄道（JR東海）の駅となる[1]。
- 2008年（平成20年）3月1日：JR東海の駅でICカード「TOICA」の利用が可能となる。
- 2016年（平成28年）11月27日：JR東海の駅で橋上駅舎及び南北自由通路の供用を開始[3][4][5]。

## 駅構造
かつては3面5線だったが、二俣線の経営移管に伴い天竜浜名湖鉄道天浜線駅舎が分離新設され、旧1番線が天浜線となり、旧2番線は廃止（東側は保線車両の留置線、西側は撤去）されフェンスが設置されている。天浜線の西端には東海道本線への渡り線が設けられている。
2015年2月7日まで、西側のJR東海の駅舎は青基調の平屋建てで、天浜線との連絡改札（TOICA対応簡易型自動改札）もあった。東側の天浜線は白基調の2階建てである。駅改良工事に伴いJR東海の駅舎は解体されており、その西側に仮設駅舎が2015年2月8日に設けられて以降、JR東海と天竜浜名湖鉄道の駅舎が別々となった。
JR東海は北口のみであったことから、2012年から橋上駅舎・南北自由通路の建設、駅前広場の整備などが一体となった「新所原駅周辺整備事業」が開始された。この事業により2016年11月27日よりに橋上駅舎が完成、南北自由通路の供用を開始した。
二俣線からの直通列車が東海道本線を跨いでいたガーダー橋橋脚と築堤が残されている。但し東海道本線上を跨いでいた橋は撤去されている。

### JR東海
単式ホーム1面1線と島式ホーム1面2線、計2面3線のホームを有する地上駅。南側の3番線はほとんど使用されておらず、2025年3月改正ダイヤ時点では18:53発豊橋行のみ3番線に入線している。ホームには発車標はなく、ベンチと自動販売機が設置されている。以前は待合室や植え込みがあったが、撤去された。互いのホームは跨線橋で連絡している。
JR東海交通事業社員が業務を担当する業務委託駅で、鷲津駅が当駅を管理している。JR全線きっぷうりば・自動改札機設置駅。

#### のりば
| 番線 | 路線          | 方向 | 行先             |
| ---- | ------------- | ---- | ---------------- |
| 1    | CA 東海道本線 | 上り | 浜松・静岡方面   |
| 2・3 | CA 東海道本線 | 下り | 豊橋・名古屋方面 |

（出典：JR東海:駅構内図）

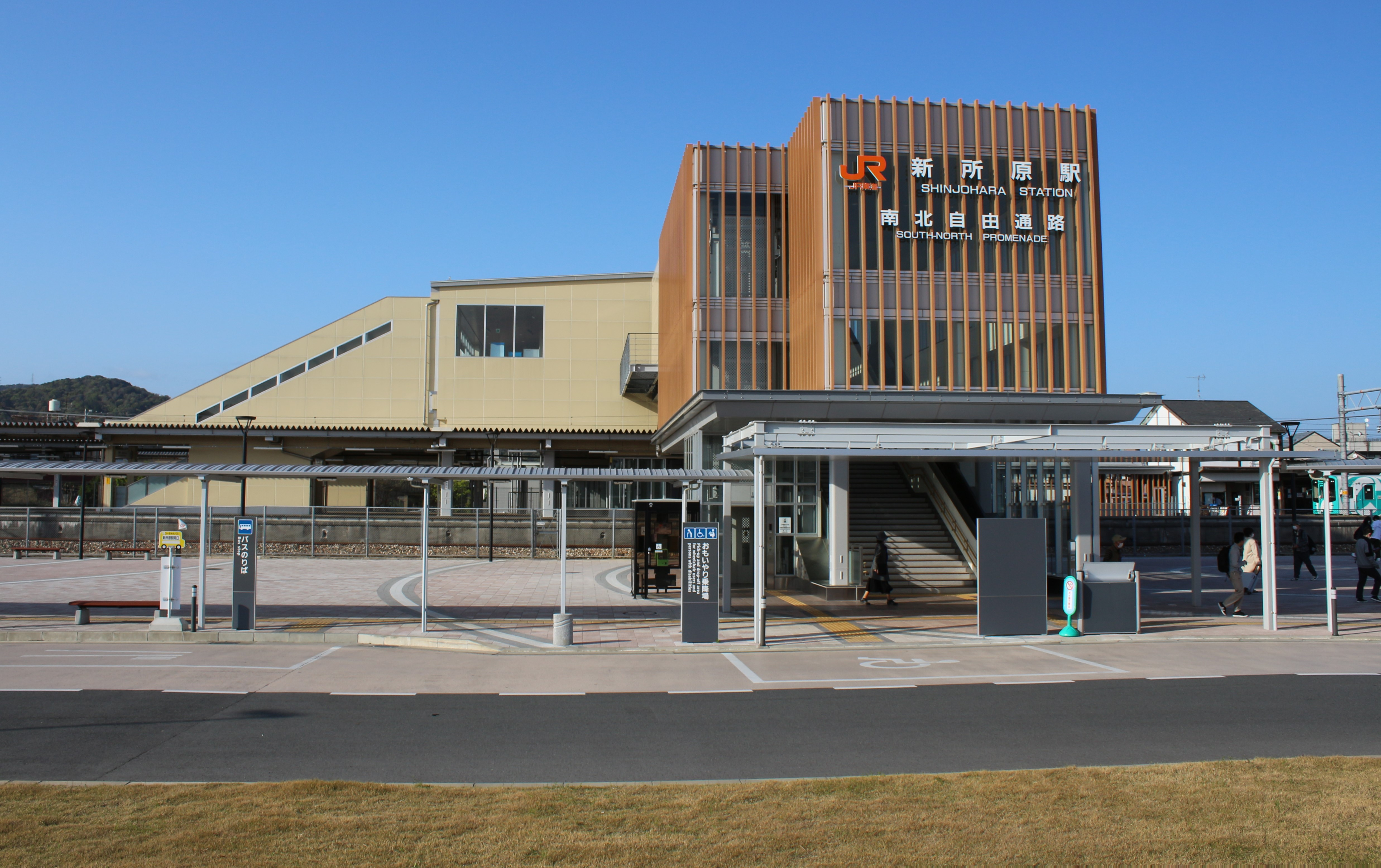
南口（2021年4月）
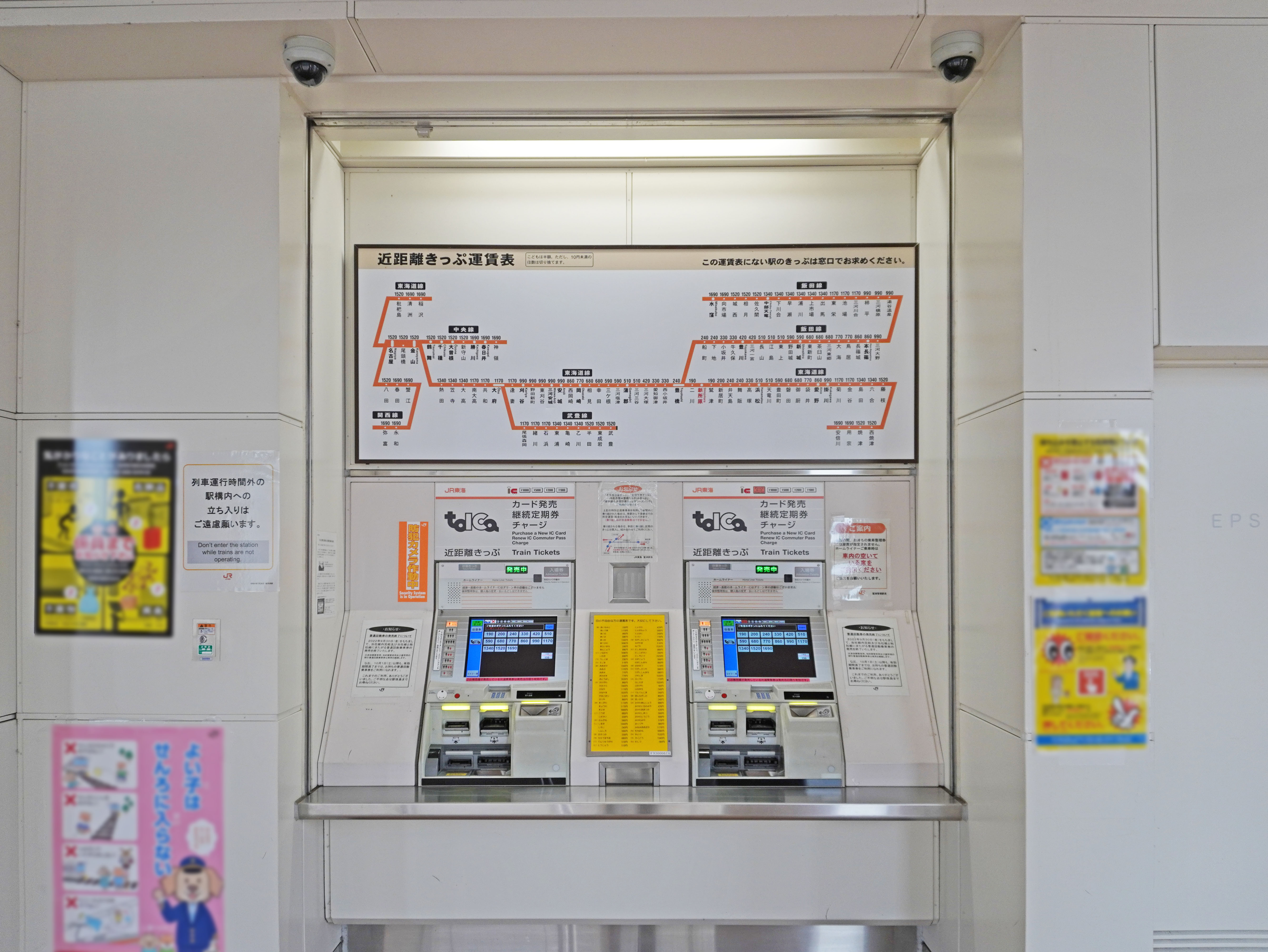
自動券売機（2022年10月）
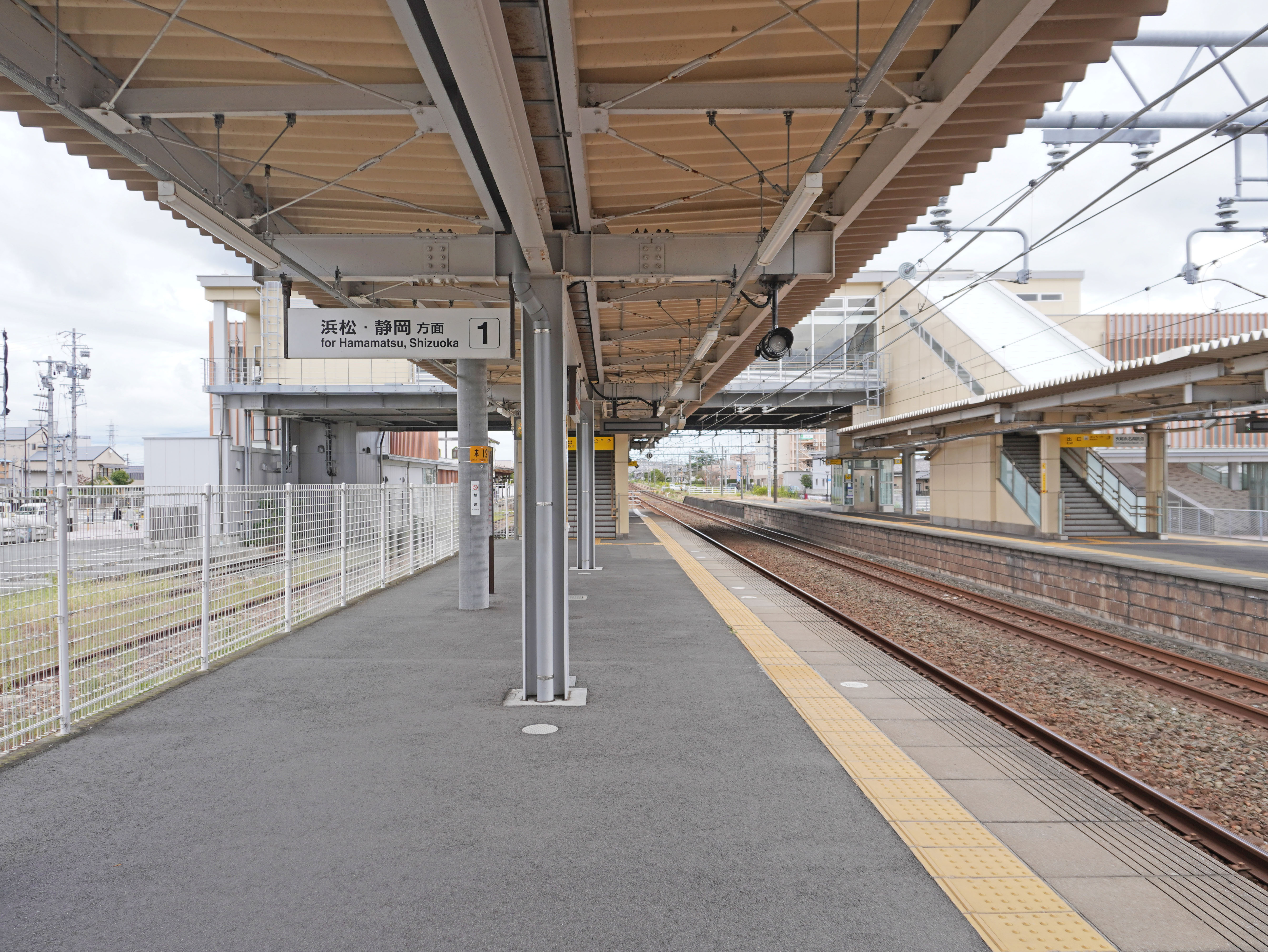
1番線ホーム（2022年10月）
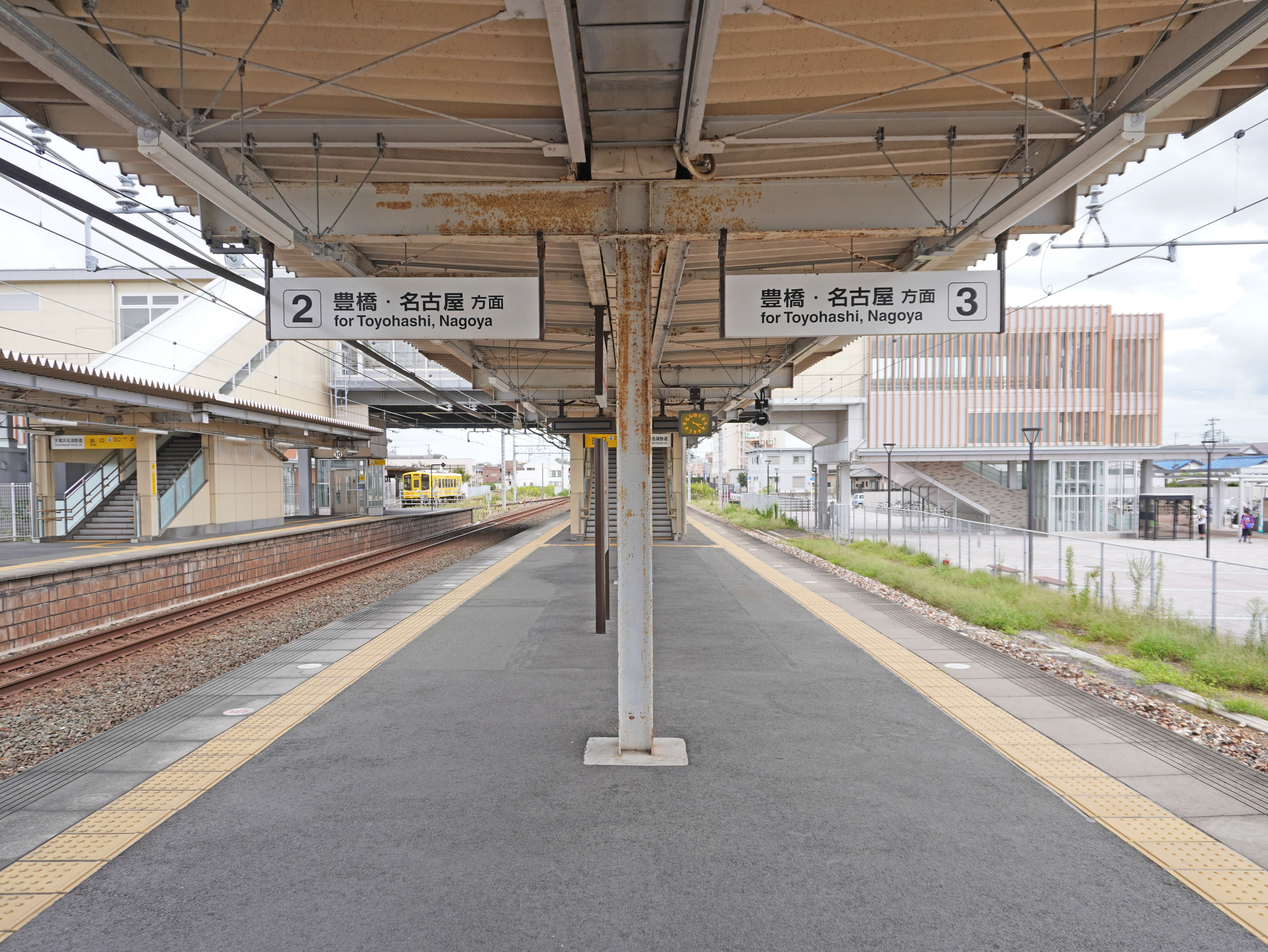
2・3番線ホーム（2022年10月）

### 天竜浜名湖鉄道
単式ホーム1面1線を有する地上駅。直営駅である。自動券売機が1台設置されている。
駅舎内でうなぎ屋「駅のうなぎ屋　やまよし」が10:30～18:00にかけて営業しており、待合室とホーム側の窓口で駅弁（うな丼）を販売している（昼食時間帯以外は、注文を受けてから調理する）。また、改札口隣にイートインスペースがある。

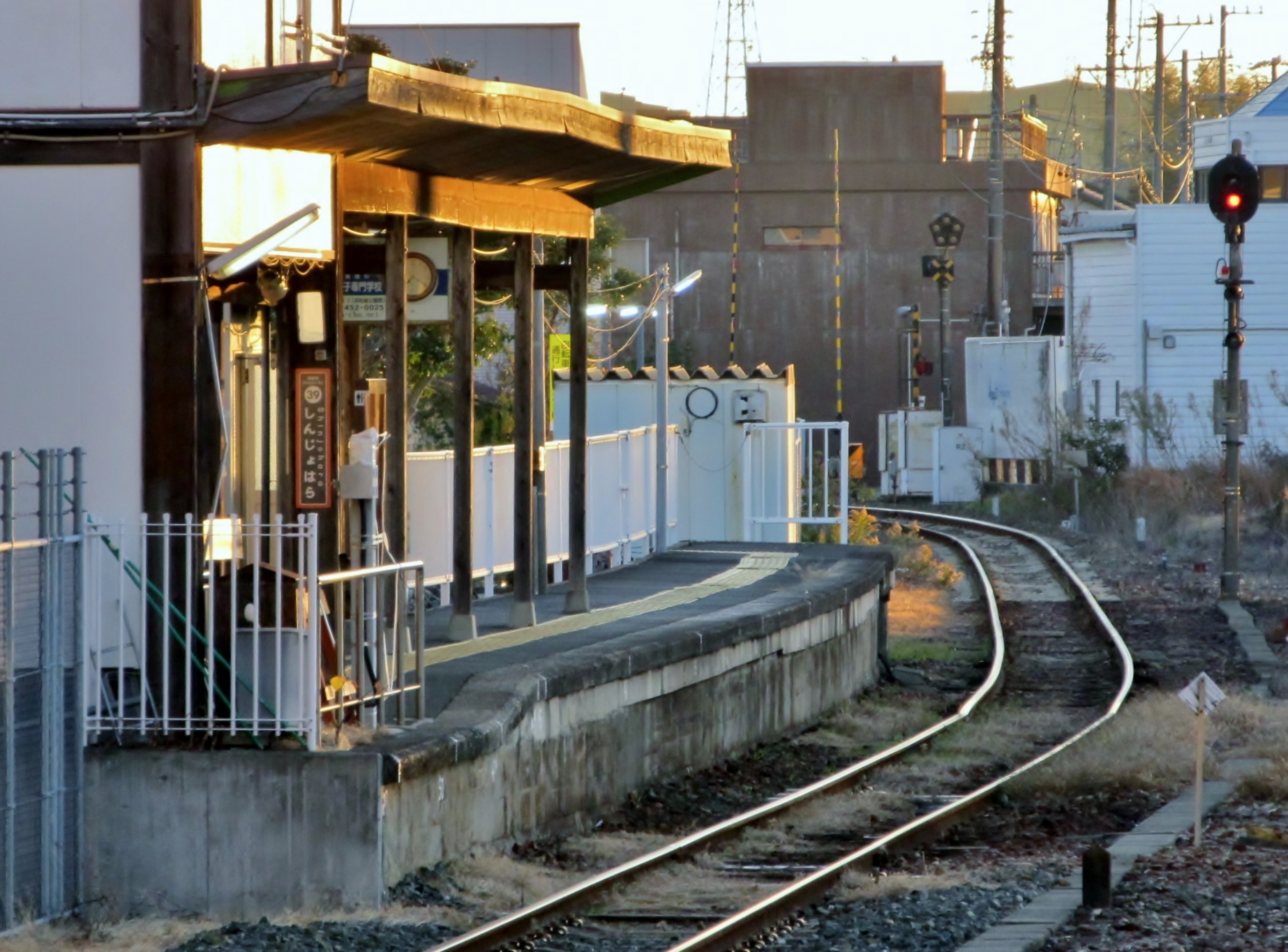
ホーム（2025年1月）

## 利用状況
- JR東海 - 2021年度（令和3年度）の1日平均乗車人員は3,259人である[8]。
- 天竜浜名湖鉄道 - 2021年度（令和3年度）の1日平均乗車人員は227人である[9]。

「静岡県統計年鑑」によると、1993年度（平成5年度）以降の推移は以下のとおりである。
| 1日平均乗車人員推移 | 1日平均乗車人員推移 | 1日平均乗車人員推移 | 1日平均乗車人員推移 |
| 年度                | JR東海              | 天竜浜名湖鉄道      | 出典                |
| ------------------- | ------------------- | ------------------- | ------------------- |
| 1993年（平成05年）  | 4,127               | 812                 | [ 8 ] [ 9 ]         |
| 1994年（平成06年）  | 4,193               | 788                 | [ 8 ] [ 9 ]         |
| 1995年（平成07年）  | 3,752               | 760                 | [ 8 ] [ 9 ]         |
| 1996年（平成08年）  | 3,855               | 763                 | [ 8 ] [ 9 ]         |
| 1997年（平成09年）  | 3,717               | 710                 | [ 8 ] [ 9 ]         |
| 1998年（平成10年）  | 3,621               | 674                 | [ 8 ] [ 9 ]         |
| 1999年（平成11年）  | 3,562               | 707                 | [ 8 ] [ 9 ]         |
| 2000年（平成12年）  | 3,518               | 709                 | [ 8 ] [ 9 ]         |
| 2001年（平成13年）  | 3,439               | 721                 | [ 8 ] [ 9 ]         |
| 2002年（平成14年）  | 3,328               | 678                 | [ 8 ] [ 9 ]         |
| 2003年（平成15年）  | 3,383               | 584                 | [ 8 ] [ 9 ]         |
| 2004年（平成16年）  | 3,492               | 627                 | [ 8 ] [ 9 ]         |
| 2005年（平成17年）  | 3,487               | 594                 | [ 8 ] [ 9 ]         |
| 2006年（平成18年）  | 3,636               | 557                 | [ 8 ] [ 9 ]         |
| 2007年（平成19年）  | 3,631               | 495                 | [ 8 ] [ 9 ]         |
| 2008年（平成20年）  | 3,656               | 521                 | [ 8 ] [ 9 ]         |
| 2009年（平成21年）  | 3,448               | 492                 | [ 8 ] [ 9 ]         |
| 2010年（平成22年）  | 3,464               | 480                 | [ 8 ] [ 9 ]         |
| 2011年（平成23年）  | 3,425               | 380                 | [ 8 ] [ 9 ]         |
| 2012年（平成24年）  | 3,549               | 378                 | [ 8 ] [ 9 ]         |
| 2013年（平成25年）  | 3,649               | 408                 | [ 8 ] [ 9 ]         |
| 2014年（平成26年）  | 3,704               | 349                 | [ 8 ] [ 9 ]         |
| 2015年（平成27年）  | 3,788               | 345                 | [ 8 ] [ 9 ]         |
| 2016年（平成28年）  | 3,819               | 354                 | [ 8 ] [ 9 ]         |
| 2017年（平成29年）  | 3,975               | 375                 | [ 8 ] [ 9 ]         |
| 2018年（平成30年）  | 4,086               | 333                 | [ 8 ] [ 9 ]         |
| 2019年（令和元年）  | 4,128               | 330                 | [ 8 ] [ 9 ]         |
| 2020年（令和02年）  | 3,210               | 241                 | [ 8 ] [ 9 ]         |
| 2021年（令和03年）  | 3,259               | 227                 | [ 8 ] [ 9 ]         |

## 駅周辺
駅ができるまでは、旧新所村の入会地の原野で駅名の由来になる。ほとんど開発されなかったが、1980年代後半以降、駅周辺は住宅地や商業地の開発が進み、隣接駅の二川駅周辺よりも賑やかである。
駅南側は土地区画整理事業が行われ、また併せて橋上駅舎が完成、駅の南北間は自由通路が開設されたことで往来がしやすくなった。
愛知県道・静岡県道3号豊橋湖西線は駅前から200 mほどで愛知県豊橋市に至り、利用圏に含まれる。
静岡県湖西市
- 日本郵便新所原郵便局
- 静岡県公安委員会警察本部湖西警察署新所原駅前交番
- 湖西市西部市民サービスセンター
- 豊橋信用金庫新所原支店
- 浜松いわた信用金庫新所原支店
- 杏林堂ドラッグストア 新所原駅南店
- コメリハード&グリーン湖西店

愛知県豊橋市
- 日東電工豊橋工場
- レンゴー豊橋工場
- 有楽製菓豊橋夢工場（直売店併設）
- 豊橋市立谷川小学校
- 立岩

### バス路線
湖西市コミュニティバス「コーちゃんバス」の路線が発着する。
- 新所原駅南口
  - 白須賀岡崎線：JA白須賀支店・おんやど白須賀方面
  - 岡崎鷲津線：浜名病院・アメニティプラザ・鷲津駅・湖西病院・イオンタウン湖西 方面
- 新所原駅北口
  - 岡崎太田鷲津線：浜名病院・デンソー湖西製作所前・神座・太田・鷲津駅・湖西病院・イオンタウン湖西 方面

かつては遠鉄バス新所原線が駅周辺を通っていた。

## 隣の駅
東海旅客鉄道（JR東海）
CA 東海道本線
■特別快速・■新快速・■快速・■区間快速・■普通（快速は上りのみ、新快速は下りのみ運転）
鷲津駅 (CA39) - 新所原駅 (CA40) - 二川駅 (CA41)
天竜浜名湖鉄道
■天竜浜名湖線
アスモ前駅 - 新所原駅